# Dowdeswell Bay
Die Dowdeswell Bay ist eine 8 km lange und 8,5 km breite Bucht an der Loubet-Küste des Grahamlands auf der Antarktischen Halbinsel. Sie ist eine Nebenbucht des Lallemand-Fjords, liegt westlich des Hooke Point auf der Nordseite der Arrowsmith-Halbinsel und entstand durch den Rückzug des Müller-Schelfeises. 
Das UK Antarctic Place-Names Committee benannte sie 2021 nach dem Glaziologen Julian A. Dowdeswell (* 1957), Leiter des Scott Polar Research Institute der University of Cambridge von 2002 bis 2021.